# Chamberlinarius pujoli
Chamberlinarius pujoli es una especie de arácnido del orden Pseudoscorpionida de la familia Cheliferidae.

## Distribución geográfica
Se encuentra en Costa de Marfil.